# Колония-Николич (муниципалитет)
Колония-Николич (исп. Colonia Nicolich) — муниципалитет в Уругвае в департаменте Канелонес. Административный центр — Колония-Николич.

## История
Муниципалитет образован 15 марта 2010 года.

## Состав
В состав муниципалитета входят следующие населённые пункты и зоны:
- Колония-Николич
- Вилья-Аэропарке
- Колинас-де-Карраско
- Ла-Таона
- Санта-Тересита